# كأس الكؤوس الأوروبية 1961–62
كأس الكؤوس الأوروبية 1961–62 (بالإسبانية: Recopa de Europa 1961-62)‏ هو الموسم 2 من  كأس الكؤوس الأوروبية. أقيم خلال الفترة 1961 وحتى 1962، والذي يشرف على تنظيمه الاتحاد الأوروبي لكرة القدم، وكان عدد الأندية المشاركة فيه  23، وفاز فيه أتلتيكو مدريد.

## نتائج الموسم
| المركز | فريق          | لعب | ف | ت | خ | له | عليه | ف.أ | نقاط | ملاحظة |
| ------ | ------------- | --- | - | - | - | -- | ---- | --- | ---- | ------ |
|        | أتلتيكو مدريد |     |   |   |   |    |      |     |      |        |